# سالي جنكينز
سالي جنكينز (بالإنجليزية: Sally Jenkins)‏ هي صحفية أمريكية، ولدت في 22 أكتوبر 1960.